# Basilique San Giovanni in Conca
San Giovanni in Conca est une ancienne basilique de la ville de Milan, en Italie. Démolie après la Seconde Guerre mondiale, il n'en reste qu'un pan de mur de l'abside et la crypte. Les ruines sont situées au centre de l'actuelle Piazza Missori.

## Histoire
La basilique San Giovanni in Conca remonte au IVe siècle, et était située dans un quartier résidentiel de la ville antique de Mediolanum. Les vestiges d'une mosaïque provenant de ce premier édifice sont conservés au Musée archéologique de Milan.
L'église fut reconstruite au XIe siècle, puis détruite par les troupes de Frédéric Ier Barberousse en 1162. Elle fut de nouveau rebâtie au XIIIe siècle, et devint par la suite la chapelle particulière des Visconti, souverains de Milan. Barnabé Visconti relia l'édifice à son nouveau palais par une coursive surélevée, et y fut par la suite enterré, ainsi que son épouse Reine della Scala. Leur tombeau était surmonté d'un monument de Bonino da Campione, aujourd'hui conservé au Château des Sforza.
En 1531, François II Sforza fit donation de l'église à l'Ordre du Carmel, qui lui adjoignit un campanile, utilisé comme observatoire astronomique au XIXe siècle. L'édifice fut dé-consacré par les autorités autrichiennes, puis fermé par les Français à la fin du XVIIIe siècle.
Lors du percement de l'actuelle Via Mazzini, en 1879, l'église fut raccourcie : la façade gothique fut alors accolée à l'abside. San Giovanni in Conca fut vendue à l'Église évangélique vaudoise. Lors de la démolition de la basilique en 1949, l'Église protestante fit remonter la façade gothique sur le nouveau temple vaudois de Milan, Via Francesco Sforza.
Les travaux de démolition furent néanmoins arrêtés avant leur achèvement, épargnant de fait la crypte et un pan de mur de l'abside.

## Vestiges
Les ruines de San Giovanni comprennent la seule crypte romane intégralement conservée à Milan. La crypte abrite aujourd'hui des vestiges archéologiques témoignant de l'histoire de l'édifice.
Au-dessus de la crypte, un pan de mur de l'ancienne abside subsiste toujours, percé d'une baie romane, exemple typique de l'art roman milanais.
Le mobilier provenant de la basilique et conservé au Château Sforza comprend, outre le tombeau de Barnabé Visconti et de son épouse Reine della Scala, deux sculptures de l'Annonciation (XIe siècle), quelques chapiteaux romans et des fresques du XIVe siècle.

## Photographies

### Avant la destruction

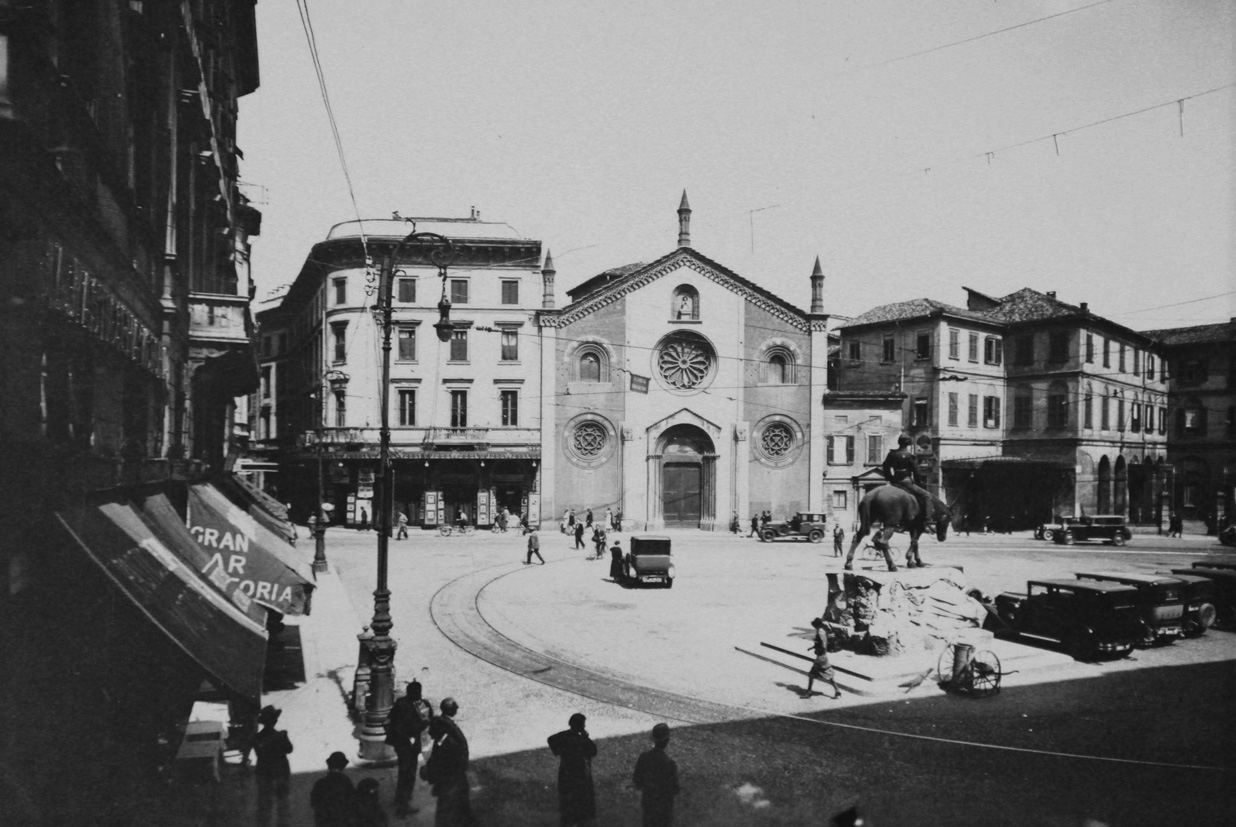
L'église au début du XXe siècle
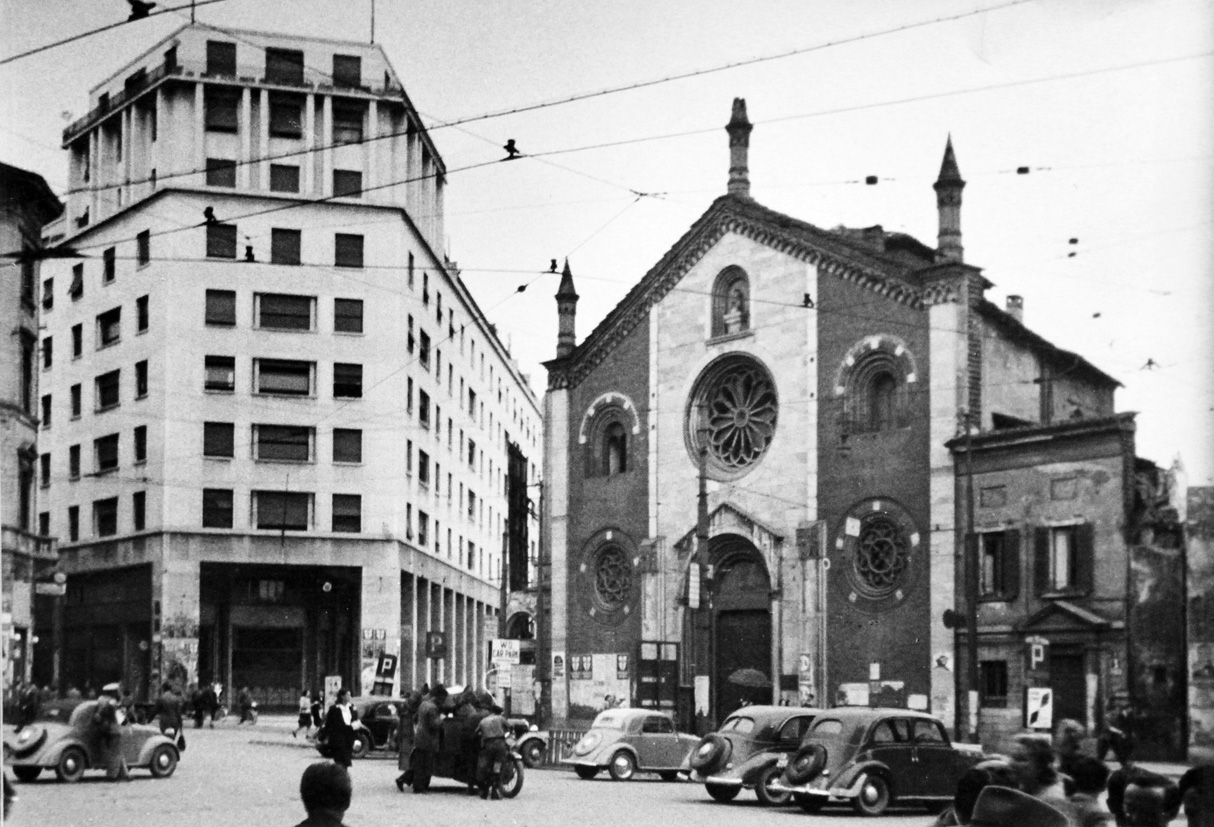
L'église dans les années 1940
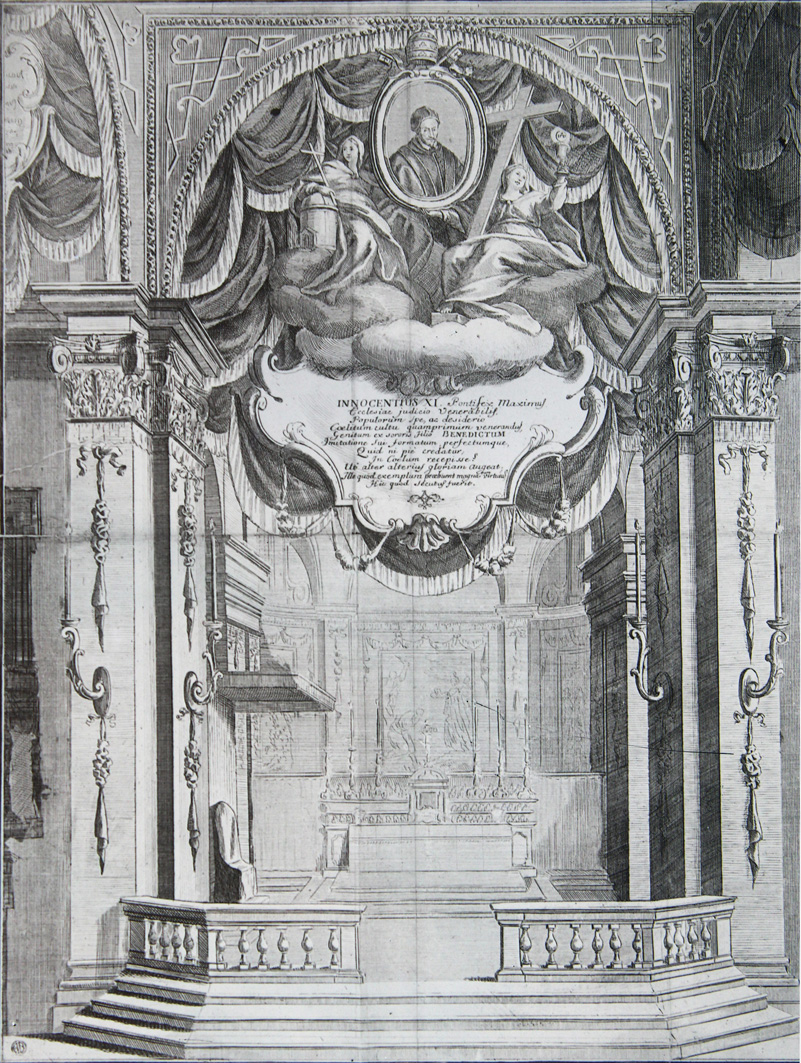
Vue intérieure
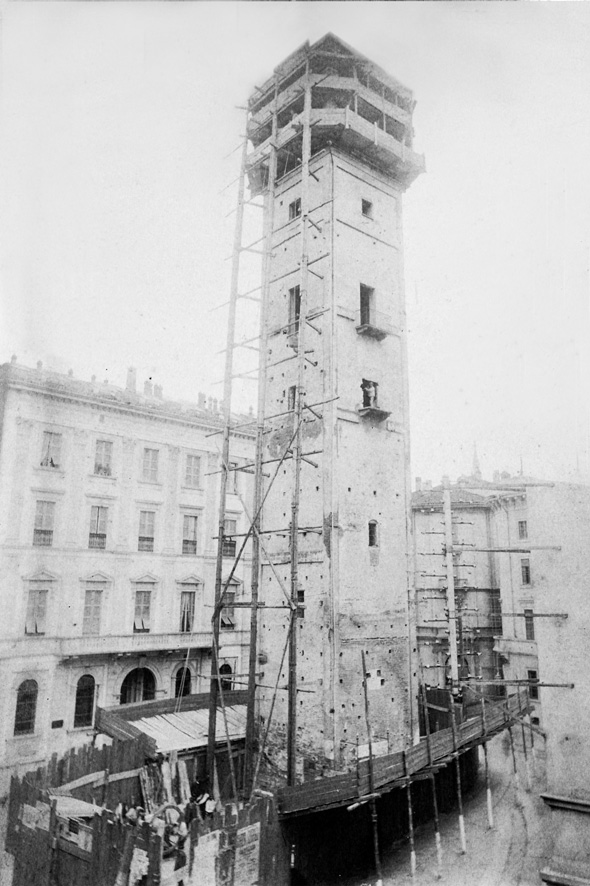
Le campanile, lors de la démolition

### État actuel

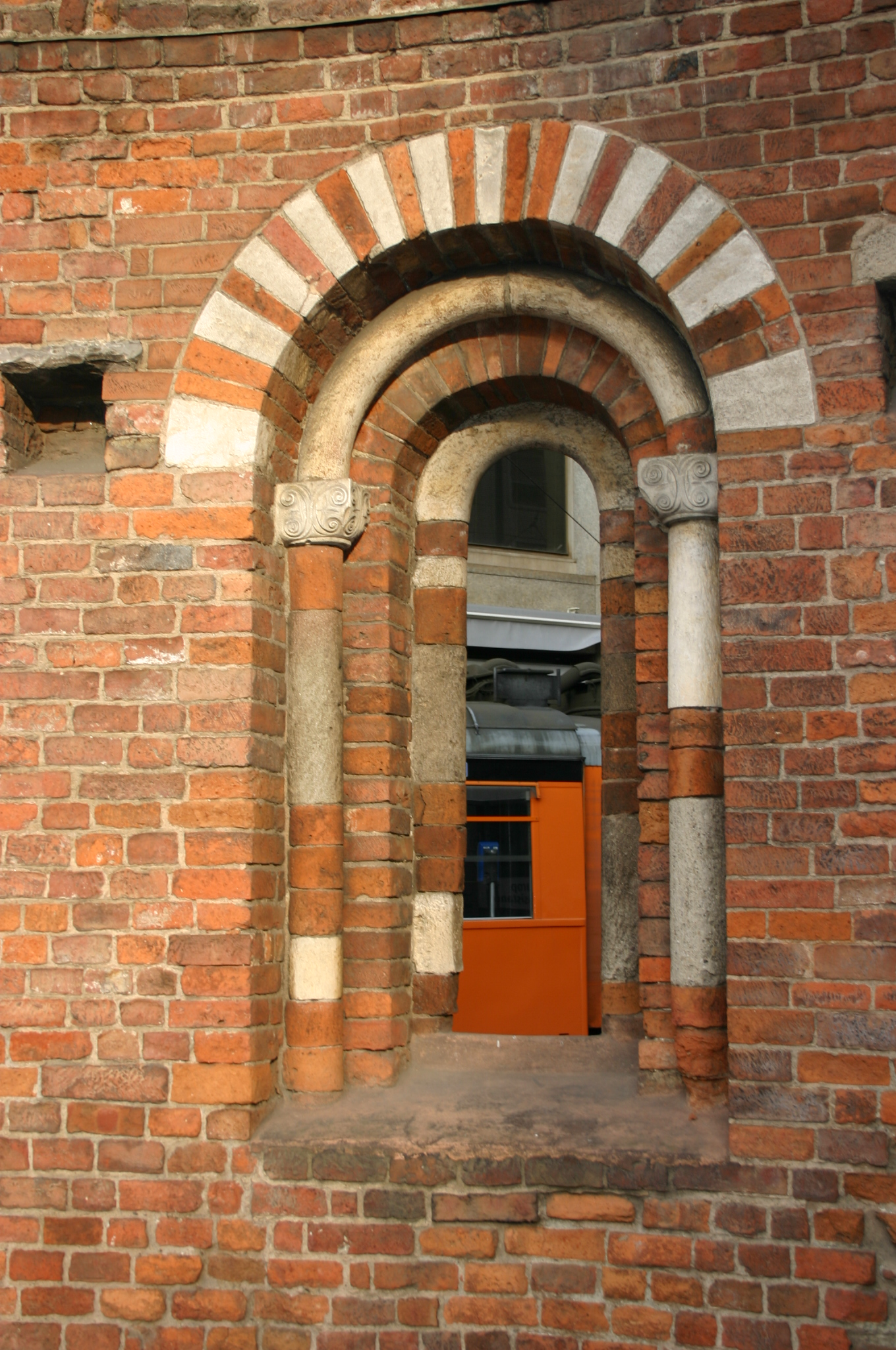
Fenêtre romane subsistante de l'ancienne abside
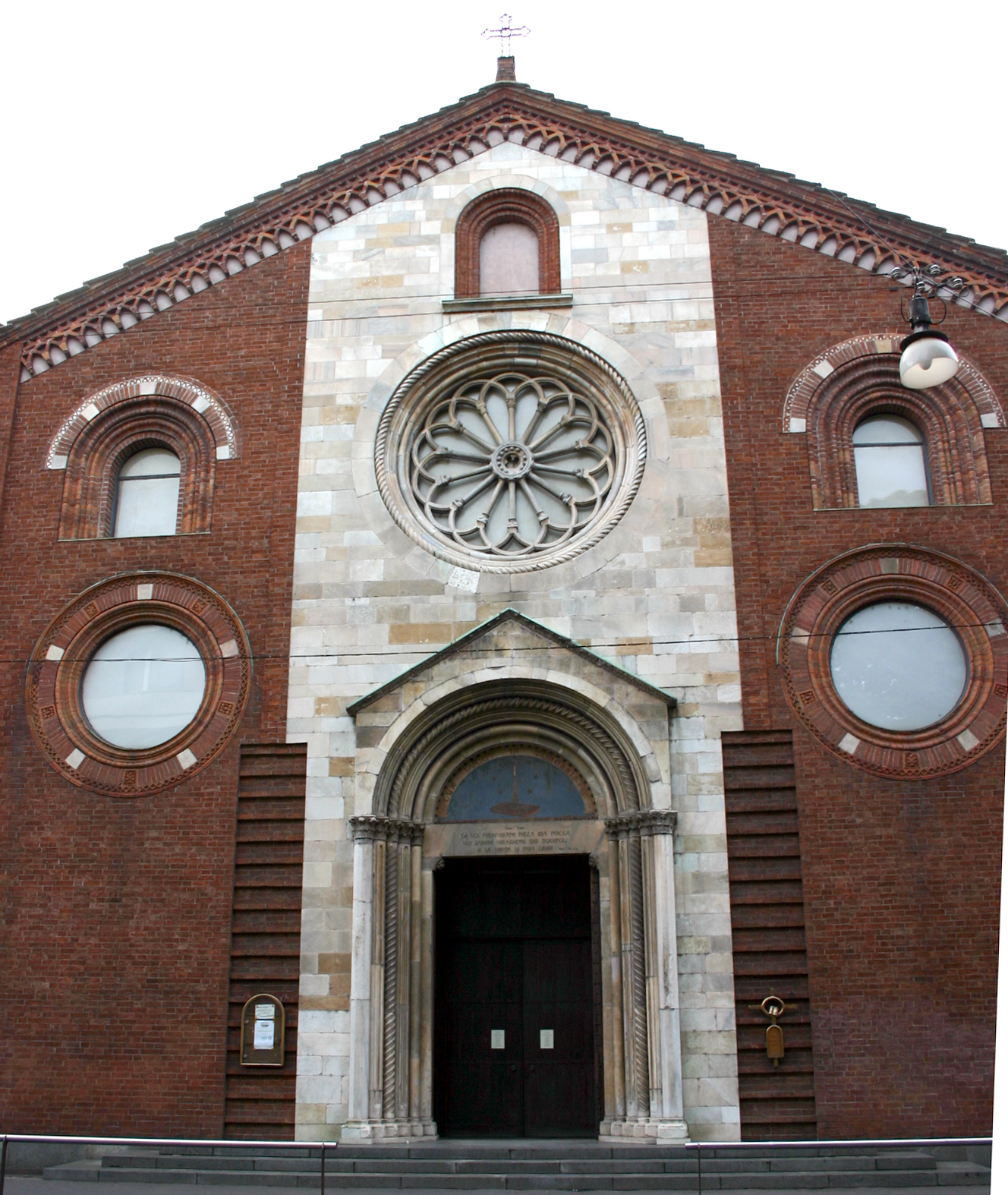
Façade gothique, sur l'actuelle église évangélique vaudoise
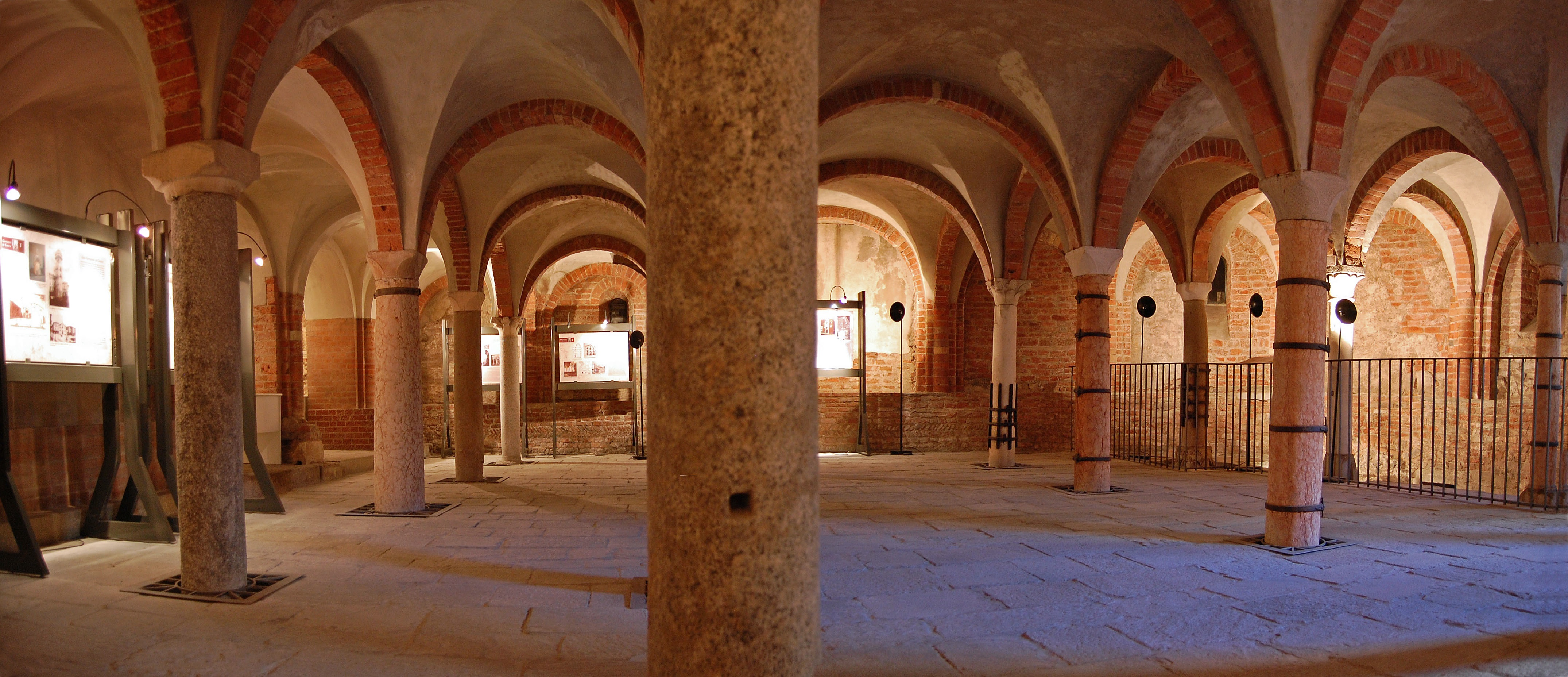
Crypte romane